# Biomass (satellite)
Biomass est un projet scientifique de satellite d'observation de la Terre faisant partie du programme Living Planet de l'Agence spatiale européenne. Il doit évaluer le volume global de la biomasse tropicale de la planète afin d'estimer les quantités de carbone stockées et les flux de celui-ci. Ceci permet de mieux comprendre le cycle du carbone sur Terre, qui concerne à la fois la société (changement climatique, pollution organique, pollution de l'air et santé environnementale) et les sciences (modélisation du fonctionnement de la biosphère). Biomass utilisera pour la première fois dans l'espace un radar à synthèse d'ouverture en bande P qui lui donne des capacités uniques pour les mesures à effectuer (mesure de la hauteur de la biomasse et des arbres avec une résolution de 200 mètres, évaluation des surfaces au sol (résolution de 50 m). Cette septième mission du programme Living Planet est sélectionnée le 7 mai 2013.
Le satellite de 1 200 kg (dont 70 kg de carburant  construit par la filiale anglaise de Airbus Defence and Space.  Le lancement prévu initialement en 2022 est repoussé notamment à la suite de l'épidémie de Covid. Il est placé en orbite le 29 avril 2025 par un lanceur européen Vega C. Il circule sur une orbite orbite héliosynchrone à 666 km d'altitude avec une inclinaison orbitale de 97,97°. La mission primaire doit durer cinq ans : dans une première phase d'une durée de 18 mois il doit prendre 7 images de tous les points de la surface de la Terre. Dans une deuxième phase d'une durée de 3,5 ans il doit fonctionner en mode interférométrique en prenant 3 images de chaque point de la Terre.

## Contexte et enjeux

### Rôle de la biomasse et enjeux de quantification
Le volume et la répartition de la biomasse des forêts des zones tropicales, tempérées et boréales sont encore mal connus. Or, ces données et leur évolution sont vitales pour ne pas surexploiter cette biomasse, et pour mieux comprendre le cycle du carbone et réduire les incertitudes existantes dans les calculs des stocks de carbone et des flux associés à la composante terrestre de la biosphère. 
Les émissions de dioxyde de carbone dans l'environnement par les activités humaine sont l'un des facteurs-clé du changement climatique. La biosphère joue un rôle complexe en libérant du carbone (via l'utilisation des terres et la déforestation...) et inversement en puisant du carbone (via la biomasse puis en partie via la nécromasse). Des indices solides montrent que la composante terrestre de la biosphère joue un rôle de puits de carbone (en captant, des années 1980 à 2010, environ 30 % du dioxyde de carbone libéré par l'usage de carburants fossiles) Mais avec de fortes incertitudes concernant le volume de carbone plus ou moins provisoirement stocké dans la biomasse, sur sa distribution et sur son évolution ainsi que sur la quantité de carbone libéré par l'activité humaine et les processus naturels. La biomasse des forêts est particulièrement mal connue, presque partout et notamment en zone tropicale.

### Historique du projet
L'Agence spatiale européenne (ESA) via son programme Living Planet appuie la recherche pour mieux comprendre les différents processus à l'œuvre dans la biosphère. Six missions Earth Explorer, telle que GOCE, sont en mars 2005 à différents stades de conception, lorsque l'ESA lance un appel à candidatures pour une septième mission. Les scientifiques de différents pays européens soumettent 24 propositions dont six sont présélectionnées en mai 2006 :
- Biomass.
- TRAQ (TRopospheric composition and Air Quality).
- PREMIER (PRocess Exploration through Measurements of Infrared and millimetre-wave Emitted Radiation).
- FLEX (FLuorescence EXplorer).
- A-SCOPE (Advanced Space Carbon and Climate Observation of Planet Earth).
- CoReH2O (Cold Regions Hydrology High-resolution Observatory).

Au milieu de 2007, un radar aéroporté valide le concept instrumental retenu par Biomass. En mars 2009, trois des six candidats, Biomass, CoReH2O and PREMIER, sont sélectionnés. En juin 2012, les rapports de sélection décrivant les projets à la fois sur le plan technique et scientifique sont mis à disposition. Le 7 mai 2013, Biomass est sélectionnée et devient la septième mission Earth Explorer pour un lancement planifié en 2021. En octobre 2019, la mission est reportée à octobre 2022. 
En mai 2016 l'Agence spatiale européenne confie la construction du satellite à la filiale anglaise de Airbus Defence and Space pour un montant de 229 millions €. La revue des exigences du système, qui débloque la commande des composants et la mise en place du consortium industriel, est réalisée au cours de l'été de la même année. L'antenne émettrice du radar est commandée auprès de la filiale allemande de Thales Alenia Space en octobre 2017. Fin octobre 2019 Arianespace est sélectionnée pour le lancement du satellite. L'assemblage du satellite débute à l'usine de Stevenage au Royaume-Uni en février 2021. Le 28 avril 2021, le lancement du satellite est repoussé à 2023, le retard ayant pour cause la pandémie de COVID-19. La COP26, qui a lieu à Glasgow en novembre 2021, fixe comme objectif l’arrêt complet de la déforestation d'ici 2030 dans le but de réduire la quantité de dioxyde carbone présent dans l'atmosphère. Le satellite Biomass doit jouer un rôle critique en réduisant les incertitudes portant sur les calculs des stocks de carbone et les flux associés à l'évolution de l'utilisation des sols, aux dégradations de la forêt et à sa reconstitution.

## Objectifs scientifiques et techniques
Il s'agit principalement d'effectuer via « une cartographie globale bi-annuelle de la biomasse et de la hauteur des forêts » dans le but de :
- Réduire les incertitudes concernant les puits et émissions de dioxyde de carbone liées à la déforestation et à la régression et dégradation des sols (soit 10 à 20 % du carbone libéré dans l'atmosphère[réf. nécessaire]).
- Fournir des données scientifiques aux traités internationaux dont l'application nécessite la maîtrise de paramètres quantitatifs associés au cycle du carbone ; le projet améliore le suivi des perturbations en forêt (coupes rases, feux... avec une résolution de 50 mètres) au profit notamment d'une meilleur gestion des feux de forêt.
- Permettre d'effectuer des projections sur l'évolution des puits de carbone, selon les scénarios d'évolution du climat ; le projet vise à offrir une quantification bi-annuelle des réductions de biomasse (pour estimer les émissions de dioxyde de carbone dues à la déforestation) et une mesure de l'accroissement global de biomasse (après 5 ans) pour « améliorer les estimations des puits de carbone »[11].
- Initialiser et tester la composante terrestre des modélisations du système terrestre.
- Mesurer les ressources forestières (état, tendances).
- Estimer l'état et l'évolution de la part de la biodiversité qui dépend de la forêt (notamment en zone tropicale).
- Secondairement, des données servent au suivi de l'ionosphère, de certains glaciers et inlandsis, à la cartographie de la géologie de subsurface dans les déserts, et de la topographie des zones densément végétalisées.

## Caractéristiques techniques du satellite
Biomass pèse environ 1 250 kg au lancement. Sa structure est conçue pour s'accommoder du volume relativement limité de la coiffe du lanceur Vega qui doit être utilisé compte tenu du volume important occupé par le réflecteur radar de 12 mètres de diamètre stocké en position repliée lors du lancement.
Il dispose de panneaux solaires d'environ 6  à   8 m2 utilisant des cellules photovoltaïques triple jonction en arséniure de gallium (GaAs) fournissant au maximum 1 500 watts.
Son radar embarqué génère en fonctionnement un flux de données de 110 à 120 mégabits par seconde, pré-traitées grâce à une mémoire de masse de 1 000 gigabits avant que son système de télécommunications transmette les données vers les stations terriennes avec un débit de 310 à 520 mégabits par seconde.

## Le radar à synthèse d'ouverture en bande P

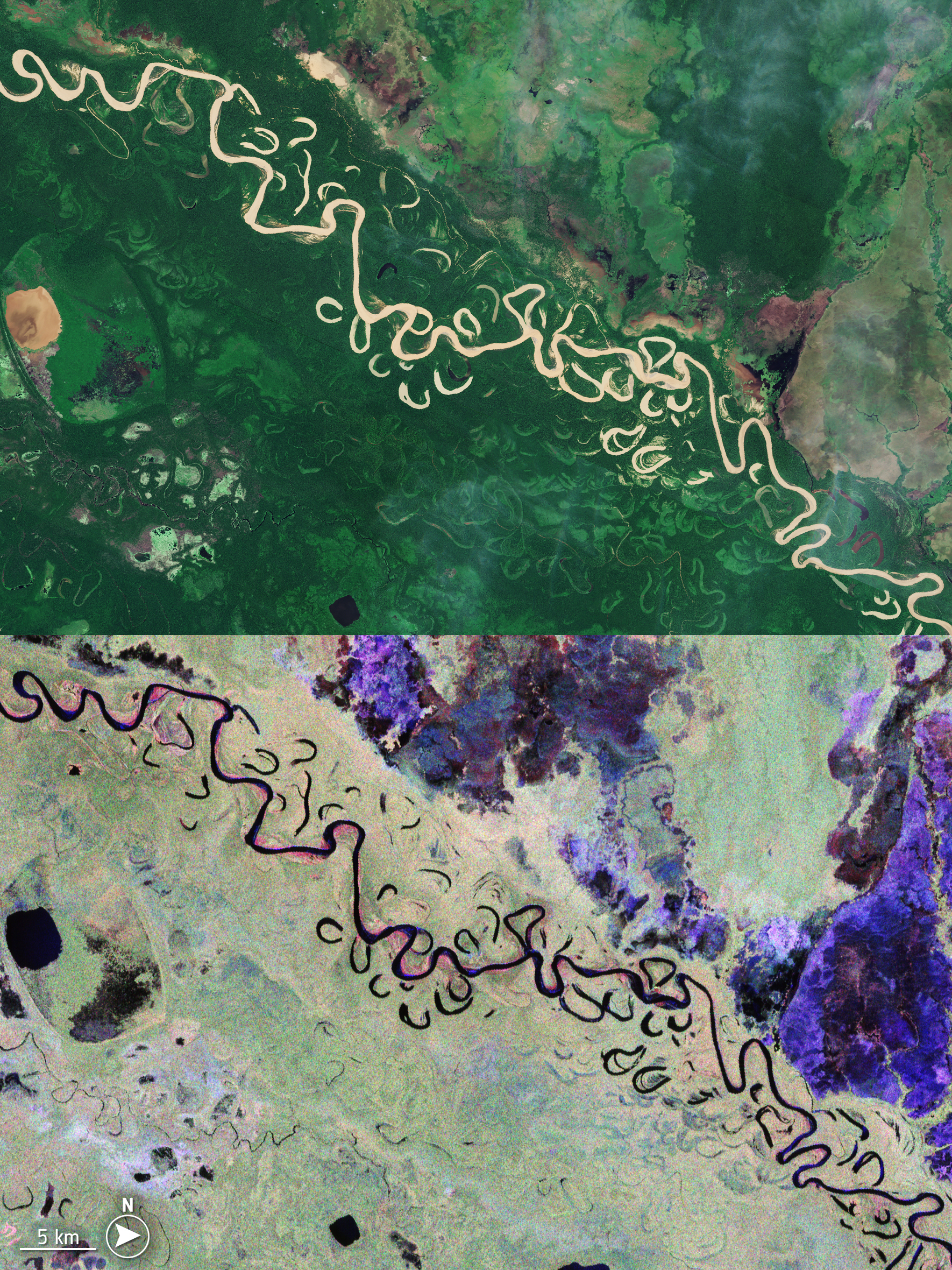
Comparaison d'images satellites de Sentinel-2 (en haut) et de Biomass (en bas) sur le même secteur de l'Amazonie bolivienne.

La charge utile de Biomass est constituée par un radar à synthèse d'ouverture en bande P (– 435 MHz, longueur d'onde de ~ 69 cm). Seule une bande très étroite de fréquence (6 MHz) est disponible et donc exploitée. La bande P est choisie parce qu'elle permet de réaliser une évaluation relativement précise de la biomasse forestière. Les concepteurs de la mission profitent de la libération d'une bande relativement étroite (– 438 MHz (A) décidée dans le cadre de la Conférence mondiale des radiotélécommunications de 2003 pour répondre notamment aux besoins d'observation de la Terre. Le radar utilise un réflecteur de grande dimension (12 m de diamètre) déployé en orbite. La technologie associée est bien maîtrisée par deux constructeurs américains car elle est notamment déjà utilisée pour des satellites de télécommunications destinés à la téléphonie mobile. Le stockage de cette antenne sous la coiffe relativement étroite du lanceur Vega est l'une des difficultés du projet. Le signal sera émis par une antenne de petite taille puis réfléchie par le réflecteur recevant le signal. L'instrument a une masse d'environ 200 kg. Plusieurs configurations étaient encore étudiées en 2013. La société L3 Harris a été sélectionnée par le constructeur du satellite (Airbus UK) pour la fourniture de cette antenne. 
L'émetteur utilise six amplificateurs à semi-conducteurs, utilisant chacun trois circuits intégrés (dimensions 6x6 mm) mettant en oeuvre une technologie avancée basée sur du nitrure de gallium qui a été adaptée aux conditions rencontrées dans l'espace, dans le cadre du programme GREAT2 de l'Agence spatiale européenne. Le radar a une masse maximum de 206 kilogrammes et consomme au maximum 221 Watts. Le débit de données maximum est de 117 mégabits/seconde. La fauchée (largeur de la trace au sol) est de 60 kilomètres mais le satellite peut accéder à deux autres bandes de terrain en basculant latéralement de 23 ou 35° .

## Déroulement de la mission

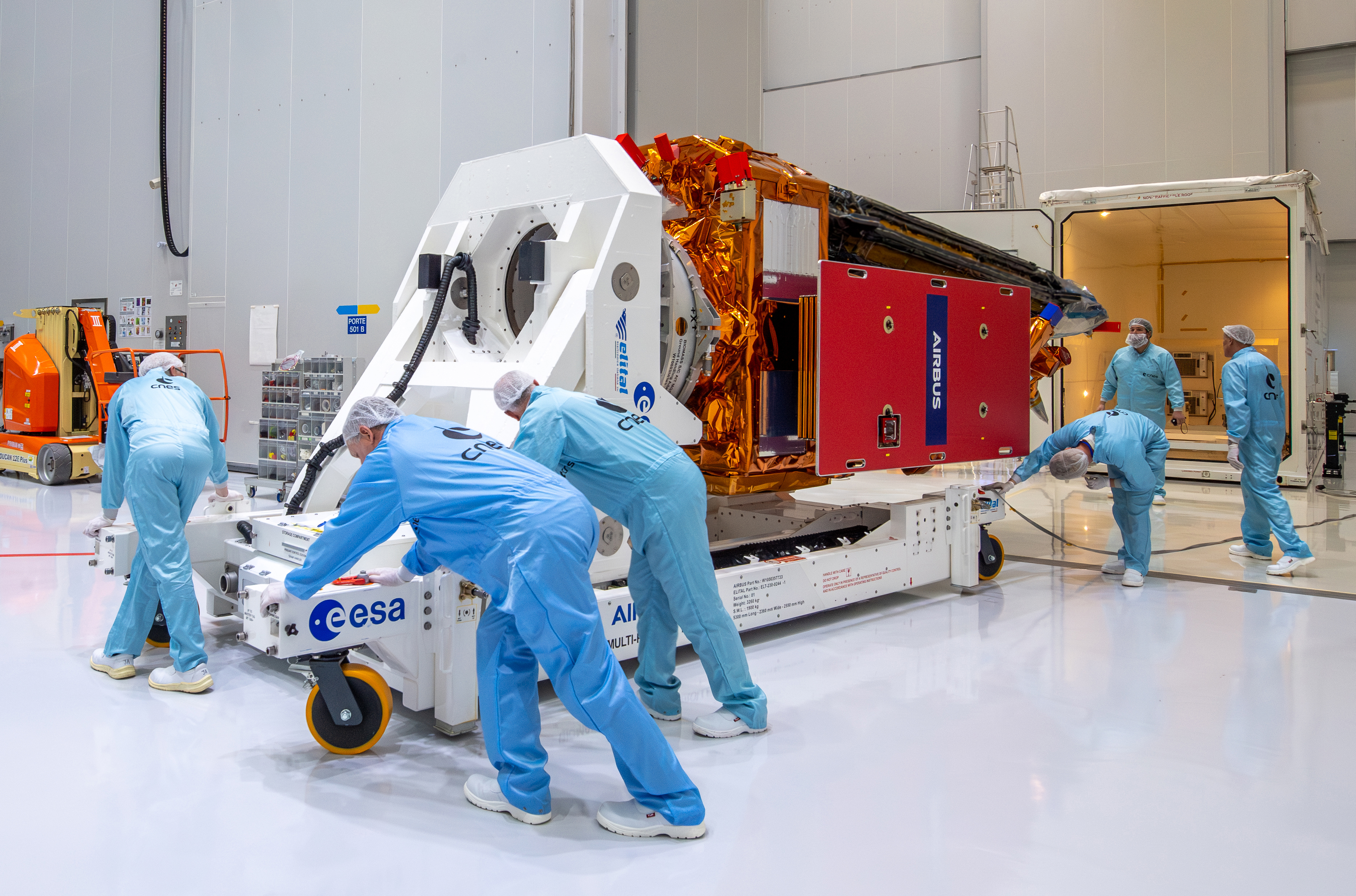
Biomass est extrait de son container dans une salle blanche à Kourou pour préparer le satellite avant son lancement.

Biomass devait initialement être placé en orbite en 2022 avant que cette date soit repoussée à 2024,. Le satellite est finalement lancé le 29  avril 2025 par une fusée européenne Vega C décollant de la base spatiale de Kourou. Il s'agit du 26ème vol de ce lanceur léger et le quatrième tir de la version C (un échec) et  Le satellite est placé  sur une orbite héliosynchrone quasi circulaire à une altitude comprise entre 637 et 666 km avec une inclinaison orbitale  de 98°. La durée planifiée de la mission est de cinq ans.
Le satellite circule sur une orbite dite "crépusculaire" avec un survol au lever et au coucher du Soleil (6h/18h). Ce type d'orbite permet au satellite de rester en permanence éclairé (sauf quelques éclipses durant l'été dues à l'inclinaison orbitale) ce qui maximise l'énergie produite par les panneaux solaires car ceux-ci sont éclairés en permanence. Le cycle orbital, c'est-à-dire le nombre de révolutions qu'un satellite doit accomplir pour se retrouver dans la même direction au-dessus d'un même point, est de 3 jours. 
Dans une première phase d'une durée de 18 mois le satellite doit prendre 7 images de chaque point de la surface de la Terre. Dans une deuxième phase d'une durée de 3,5 ans il doit fonctionner en mode interférométrique en prenant 3 images de chaque point de la Terre.

## Exploitation des résultats
Les données sont reçues et analysées par l'Agence spatiale européenne dans son Institut européen de recherches spatiales, Centre for Earth Observation, (ESRIN) à Frascati en Italie.

## Exemples d'images produites

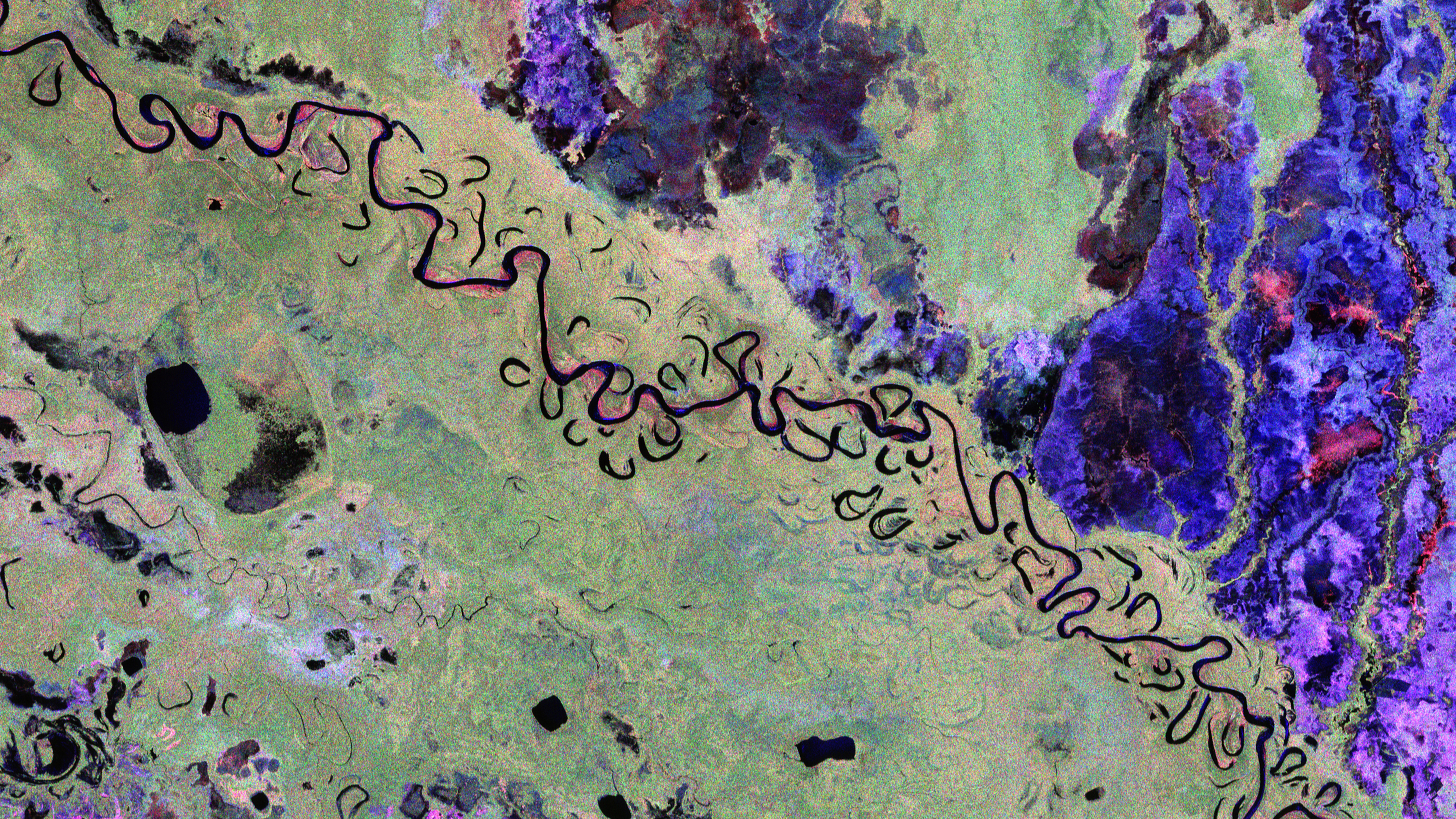
Forêt et paysage boliviens vus depuis Biomass. Cette image a été créée à l'aide de différents canaux de polarisation, chaque couleur révélant les caractéristiques distinctes du paysage (vert : forêt tropicale, rouge : plaines inondables boisées et zones humides, bleu-violet : prairies, noir : rivières et lacs).
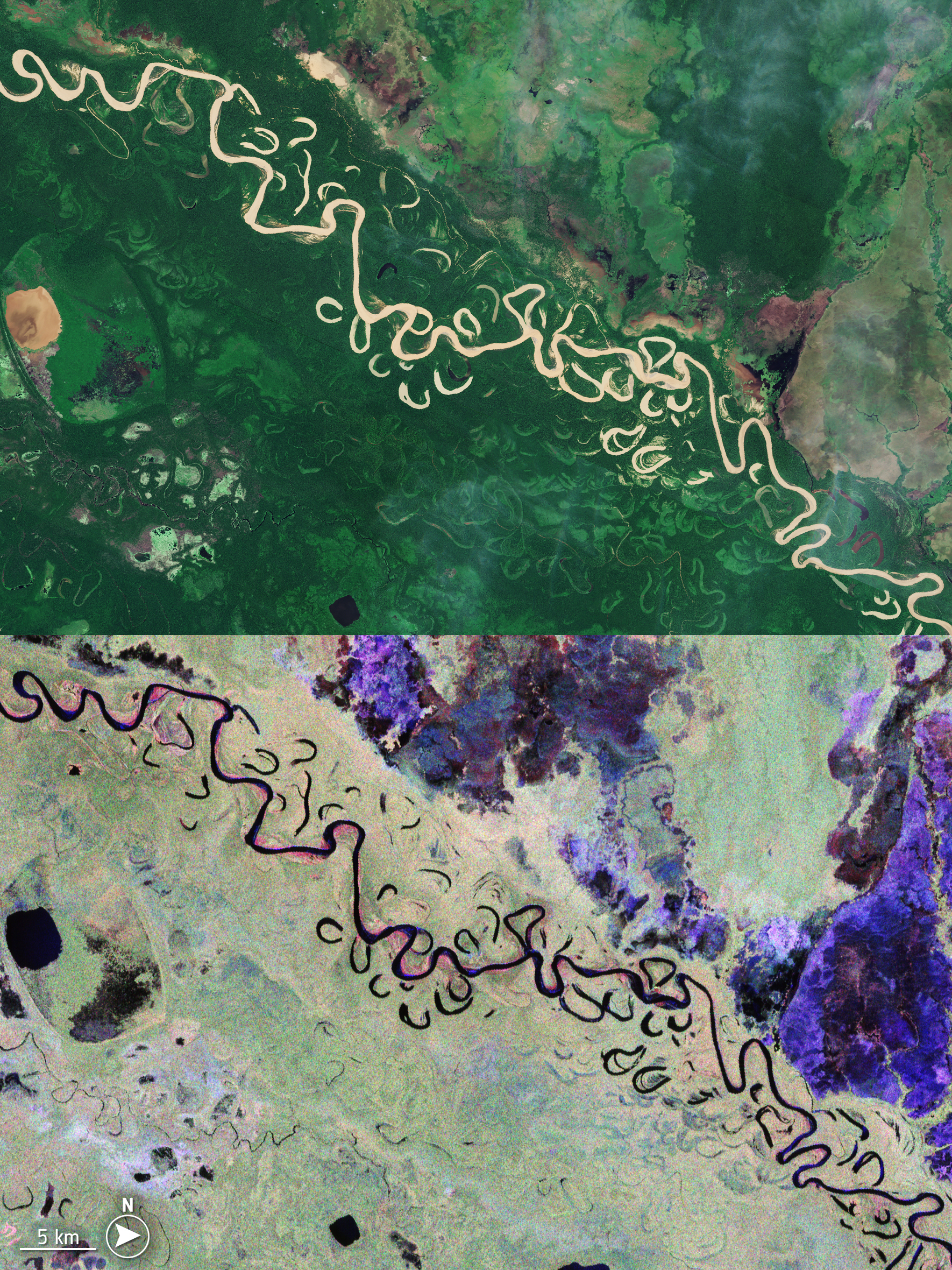
Bolivian forest— Sentinel-2 et Biomass
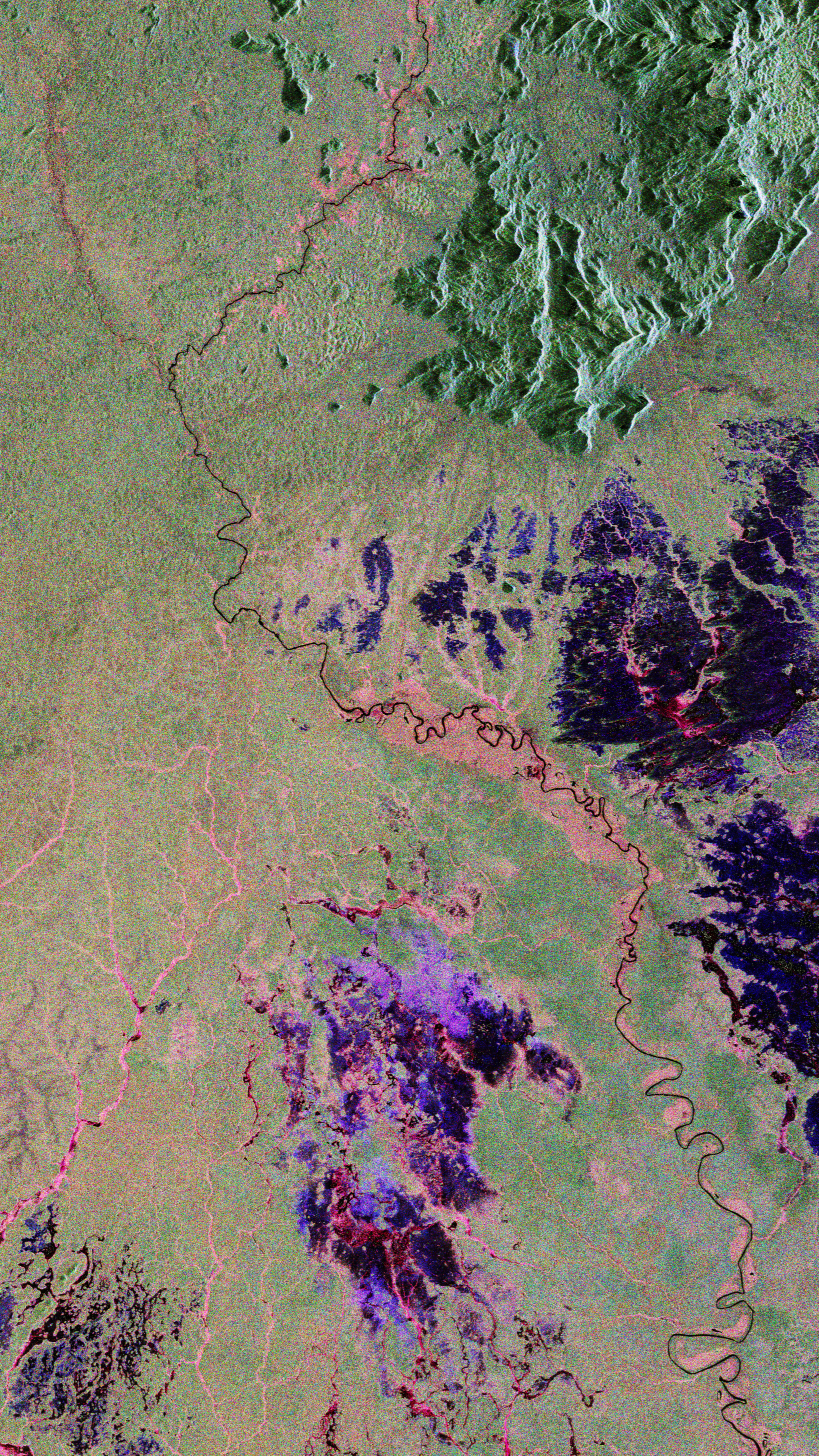
Vue de la forêt amazonienne dans le nord du Brésil. L'image s'étend sur environ 100 km le long de la trajectoire de vol (longueur) du satellite « Biomass » et sur 60 km en largeur, le nord étant orienté vers le haut.
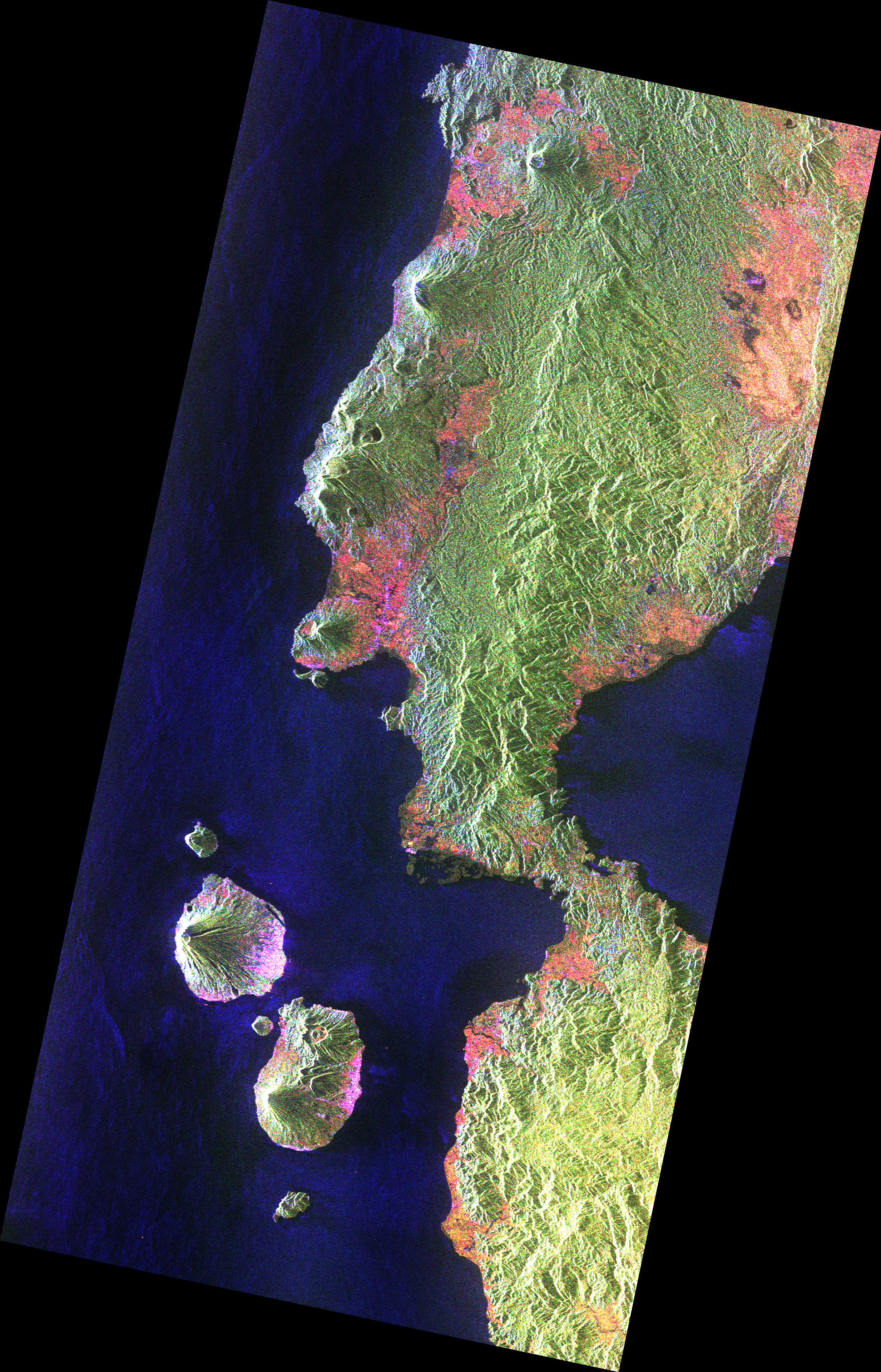
Cette image tirée de « Biomass » représente la forêt tropicale sur les îles de l'Indonésie. Il s'agit de la forêt tropicale humide de Halmahera, située dans une région montagneuse dont une grande partie est d'origine volcanique.
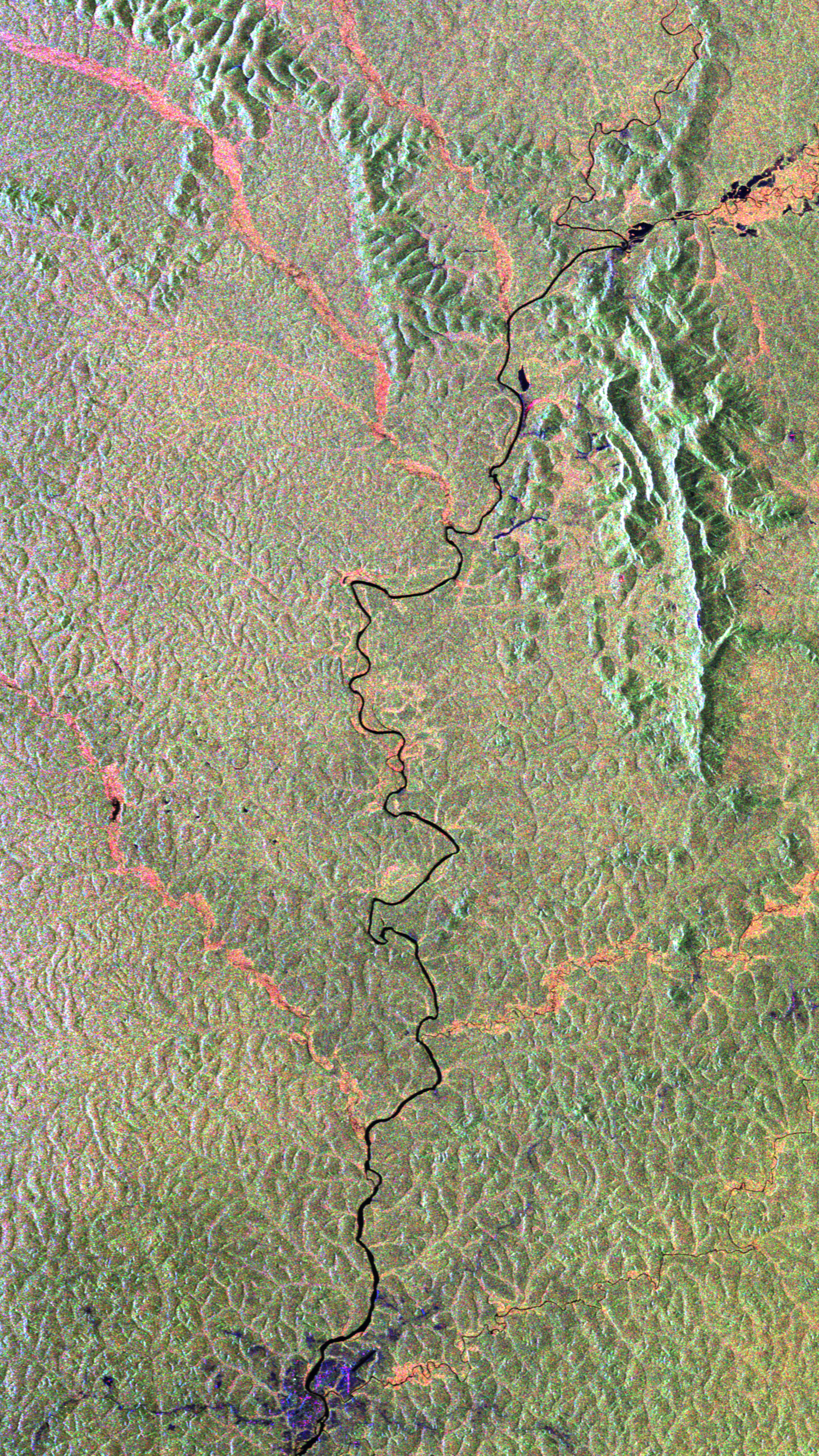
« Biomass » a capturé cette image au-dessus du Gabon en Afrique. Le fleuve Ivindo, qui est essentiel à la santé de la forêt tropicale, est clairement visible. À l'exception du fleuve et de ses affluents, l'image est principalement verte, ce qui représente une forêt dense.
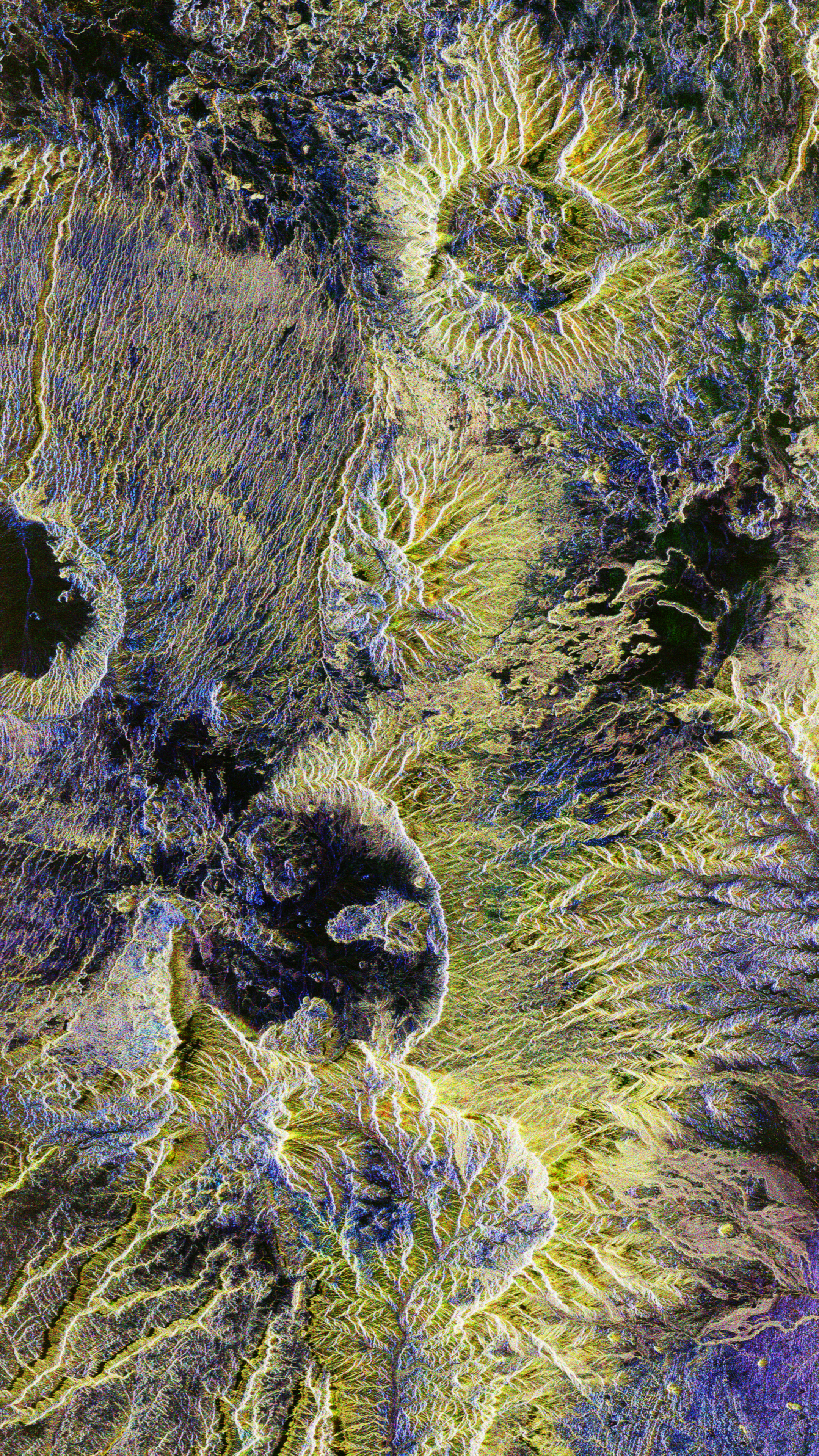
Cette image couvre une partie des montagnes du Tibesti, une chaîne de montagnes située au centre du Sahara, principalement dans l'extrême nord du Tchad.
Une partie des vastes montagnes Transantarctiques en Antarctique avec le glacier Nimrod qui se jette dans la barrière de Ross.

### Sources bibliographiques
- (en) ESA, Biomass : report for mission selection, mai 2012 (lire en ligne) .Rapport de sélection de Biomass.
- (en) ESA, Earth Explorer 7 Candidate Mission Biomass : Addendum to the Report for Mission Selection, 17 janvier 2013 (lire en ligne) .Complément du rapport de sélection de Biomass.